# ليفني (مدينة)
ليفني (بالروسية: Ливны) هي إحدى مدن روسيا في الكيان الفدرالي الروسي أوريول أوبلاست.

## أعلام
- ليونيد روشال